# Pera barbellata
Pera barbellata là một loài thực vật có hoa trong họ Peraceae. Loài này được Standl. mô tả khoa học đầu tiên năm 1930.